# Запоріжжя (поїзд)
«Запоріжжя» — нічний швидкий фірмовий пасажирський поїзд 2-го класу Придніпровської залізниці № 72/71 сполученням Запоріжжя — Київ. 
Протяжність маршруту складає — 633 км. На цей поїзд є можливість придбати електронний квиток.

## Історія
26 квітня 1979 року фірмовий пасажирський поїзд «Запоріжжя» здійснив свій перший рейс до столиці України. Состав поїзда складався не лише з плацкартних вагонів, а ще до його складу було включено спальний вагон, який обладнаний кондиціонерами, килимовими доріжками та двомісним купе. Переважно у спальному вагоні їздили в столицю партійна еліта та керівники заводів. Відправлявся поїзд із Запоріжжя о 21:30 і здійснював на маршруті руху 20 зупинок на проміжних станціях. Час в дорозі складав — близько 16 годин. Поїзд прямував до 1996 року через станції Запоріжжя II, Дніпробуд II, Нікополь, Апостолове, Кривий Ріг-Головний, Долинську. У зворотному напрямку до Запоріжжя поїзд здійснював короткотривалу зупинку на станції Імені Анатолія Алімова (до 28 травня 2009 року — Запоріжжя-Мале).
З 26 травня 1996 року поїзду змінено маршрут руху через станції Синельникове I, Дніпро-Головний, Кам'янське-Пасажирське, П'ятихатки, Знам'янка-Пасажирська. Протяжність маршруту руху складала — 658 км. Час в дорозі складав до Києва — 10 год. 53 хв., відповідно до Запоріжжя — 11 год. 09 хв. Станом на 2016 рік вирушав зі станції Запоріжжя I о 19:05 і прибував до Києва о 05:58, зворотно — вирушав з Києва о 20:22, прибував до Запоріжжя о 07:31.
З 11 грудня 2016 року, з введенням нового графіку руху поїздів на 2016/2017 роки, поїзд «Запоріжжя» знову прямує своїм історичним маршрутом через станції Дніпробуд II, Марганець, Нікополь, Кривий Ріг-Головний, Тимкове, Долинську. Попри зменшення відстані маршруту руху, поїзд курсує майже на півтори години більше від попереднього маршруту через станцію Дніпро-Головний.
Від Запоріжжя поїзд вирушає під № 72П, з Києва — під № 72К. У зв'язку зі зміною напрямку руху з парного на непарний, на маршруті руху від станції Дніпробуд II до станції Київ-Пасажирський змінюється нумерація поїзда. Це вказується і у проїзному документі (квитку).
На залізничному вокзалі станції Запоріжжя I при відправленні та по прибутті поїзда «Запоріжжя» зі столиці України  лунає традиційний музичний супровід «Запорозький марш».
З 18 березня по 18 серпня 2020 року, через пандемію COVID-19, поїзд був тимчасово скасований. Відновлено курсування поїзда з 19 серпня 2020 року, на підставі рішення регіональної комісії з питань техногенно-екологічної безпеки та надзвичайних сітуацій Запорізької області, за звичайним графіком руху (замість щоденного курсування поїзд курсує через день).

## Інформація про курсування

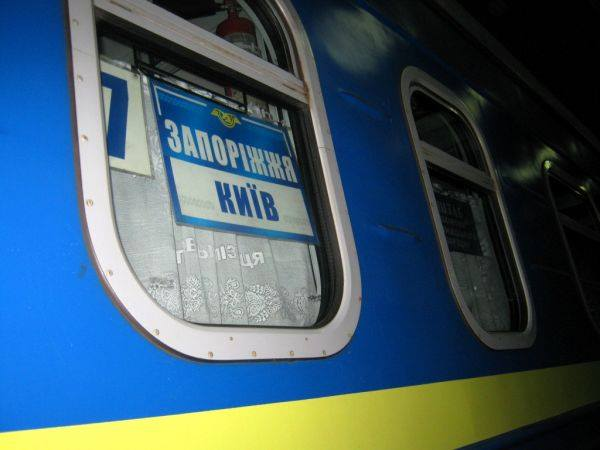
Вагон фірмового поїзда «Запоріжжя»

Поїзд курсує цілий рік. На маршруті руху здійснює зупинки на 11 проміжних станціях.
| Розклад руху поїзда «Запоріжжя» на 2020/2021 рр. (з 13.12.2020) | Розклад руху поїзда «Запоріжжя» на 2020/2021 рр. (з 13.12.2020) | Розклад руху поїзда «Запоріжжя» на 2020/2021 рр. (з 13.12.2020) | Розклад руху поїзда «Запоріжжя» на 2020/2021 рр. (з 13.12.2020) | Розклад руху поїзда «Запоріжжя» на 2020/2021 рр. (з 13.12.2020) |
| Час прибуття                                                    | Час відправлення                                                | Станція                                                         | Час прибуття                                                    | Час відправлення                                                |
| --------------------------------------------------------------- | --------------------------------------------------------------- | --------------------------------------------------------------- | --------------------------------------------------------------- | --------------------------------------------------------------- |
| —                                                               | 19:47                                                           | Запоріжжя                                                       | 07:49                                                           | —                                                               |
| 07:04                                                           | —                                                               | Київ                                                            | —                                                               | 20:20                                                           |

Актуальний розклад руху вказано у розділі «Розклад руху призначених поїздів» на офіційному вебсайті «Укрзалізниці».

## Зміни у маршруті руху
Під час куротного сезону, з 14 липня по 3 вересня 2017 року, вперше поїзду було подовжено маршрут руху до станції Генічеськ. Відправлявся з Києва щоп'ятниці та щосуботи, з Генічеська — щосуботи та щонеділі. З 22 червня по 1 вересня 2018 року також поїзд курсував до станції Генічеськ. З 2019 року маршрут поїзда не подовжувався до вказаної станції.
| Розклад руху за маршрутом «Генічеськ — Запоріжжя — Київ» (22.06.2018—01.09.2018) | Розклад руху за маршрутом «Генічеськ — Запоріжжя — Київ» (22.06.2018—01.09.2018) | Розклад руху за маршрутом «Генічеськ — Запоріжжя — Київ» (22.06.2018—01.09.2018) | Розклад руху за маршрутом «Генічеськ — Запоріжжя — Київ» (22.06.2018—01.09.2018) | Розклад руху за маршрутом «Генічеськ — Запоріжжя — Київ» (22.06.2018—01.09.2018) |
| Час прибуття                                                                     | Час відправлення                                                                 | Станція                                                                          | Час прибуття                                                                     | Час відправлення                                                                 |
| -------------------------------------------------------------------------------- | -------------------------------------------------------------------------------- | -------------------------------------------------------------------------------- | -------------------------------------------------------------------------------- | -------------------------------------------------------------------------------- |
| —                                                                                | 12:57                                                                            | Генічеськ                                                                        | 11:45                                                                            | —                                                                                |
| 17:12                                                                            | 17:41                                                                            | Запоріжжя                                                                        | 07:50                                                                            | 08:40                                                                            |
| 05:55                                                                            | —                                                                                | Київ                                                                             | —                                                                                | 19:25                                                                            |

Поїзду були призначені тарифні зупинки на станціях Мелітополь, Якимівка.
З 27 грудня 2018 по 12 січня 2019 року, на новорічні свята, вперше поїзду подовжено маршрут руху до станції Ужгород. Із Запоріжжя поїзд вирушав о 16:15 і прямував від станції Київ-Пасажирський через станції Козятин I, Шепетівка, Львів з прибуттям до Ужгорода о 21:30, зворотно — вирушав з Ужгорода о 00:13 і прямував через станції Львів, Тернопіль, Хмельницький, Вінниця до Києва і далі за звичайним маршрутом з прибуттям до Запоріжжя о 07:52.
З 22 грудня 2019 по 12 січня 2020 року поїзду знову подовжено маршрут руху від станції Київ-Пасажирський, але через обмеження часу на оборот, вже до станції Чоп через станції Козятин I, Вінниця, Хмельницький, Тернопіль, Львів, Стрий. Час в дорозі складав 30 год. 44 хв., зворотно — 27 год. 58 хв.
| Розклад руху за маршрутом «Запоріжжя — Київ — Чоп» (22.12.2019—12.01.2020) | Розклад руху за маршрутом «Запоріжжя — Київ — Чоп» (22.12.2019—12.01.2020) | Розклад руху за маршрутом «Запоріжжя — Київ — Чоп» (22.12.2019—12.01.2020) | Розклад руху за маршрутом «Запоріжжя — Київ — Чоп» (22.12.2019—12.01.2020) | Розклад руху за маршрутом «Запоріжжя — Київ — Чоп» (22.12.2019—12.01.2020) |
| Час прибуття                                                               | Час відправлення                                                           | Станція                                                                    | Час прибуття                                                               | Час відправлення                                                           |
| -------------------------------------------------------------------------- | -------------------------------------------------------------------------- | -------------------------------------------------------------------------- | -------------------------------------------------------------------------- | -------------------------------------------------------------------------- |
| —                                                                          | 19:47                                                                      | Запоріжжя                                                                  | 07:49                                                                      | —                                                                          |
| 07:08                                                                      | 07:46                                                                      | Київ                                                                       | 19:15                                                                      | 20:12                                                                      |
| 23:45                                                                      | —                                                                          | Чоп                                                                        | —                                                                          | 01:05                                                                      |

## Склад поїзда

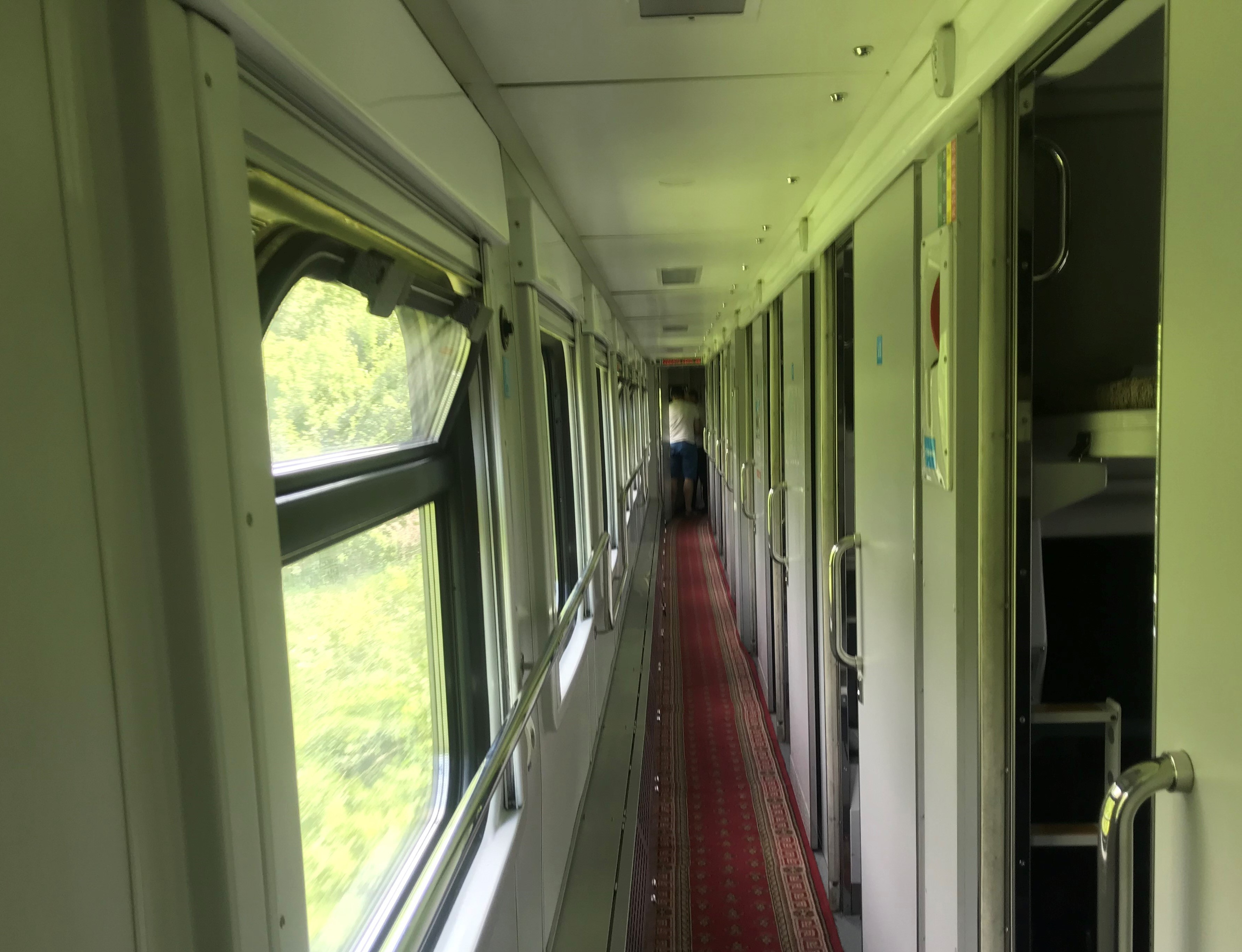
Інтер'єр купейного вагона

В обігу 3 склади формування вагонного депо ЛВЧД-7 станції Запоріжжя I. Поїзд у спільному обігу з поїздом № 143/144 «Галичина» сполученням Київ — Івано-Франківськ — Ворохта.
Поїзду встановлена схема з 18 фірмових вагонів:
- купейних — 12[10]
- плацкартних — 5[11]
- вагон класу «Люкс» — 1[12].

Схема поїзда може відрізнятися від наведеної в залежності від сезону (зима, літо). Більш точнішу схему на конкретну дату можна подивитися в розділі «Онлайн резервування та придбання квитків» на офіційному вебсайті «Укрзалізниці».
Нумерація вагонів починається із Запоріжжя — з південної сторони вокзалу, з Києва — зі східної сторони вокзалу.